# София Ягелонка (1522 – 1575)
София Ягелонка (на немски: Sophia Jagiellonica; на полски: Zofia Jagiellonka; * 13 юли 1522, Краков; † 28 май 1575, Шьонинген) е полска принцеса от династията Ягелони. Тя е от 1556 г. чрез женитба херцогиня на Херцогство Брауншвайг-Люнебург и княгиня на Брауншвайг-Волфенбютел.

## Живот
Тя е втората дъщеря на крал Зигмунт I Стари от Полша (1467 – 1548) и втората му съпруга италианската принцеса Бона Сфорца (1494 – 1557). Нейната голяма сестра Изабела Ягелонска се омъжва през 1539 г. за унгарския крал Янош Заполски.
София Ягелонка се омъжва на 22 февруари 1556 г. за католическия херцог Хайнрих II фон Брауншвайг-Волфенбютел (1489 – 1568) от род Велфи (Среден Дом Брауншвайг), херцог на Херцогство Брауншвайг-Люнебург и княз на Брауншвайг-Волфенбютел. Тя е втората му съпруга. Те нямат деца.
След смъртта на нейния съпруг през 1568 г., София се оттегля в нейните земи в Шьонинген и получава конфликти за Шьонинген със заверения си син херцог Юлий. През 1570 г. София става протестантка.
София умира на 28 май 1575 г. в Шьонинген и е погребана в църквата „Св. Мария“ във Волфенбютел.